# Liste von Torpedos nach Herkunftsnation
Dies ist eine Liste, welche alle Torpedos getrennt nach Herkunftsnation auflistet, die derzeit einen Artikel in der deutschsprachigen Wikipedia besitzen. Sie ist von der Kategorie:Torpedo dadurch getrennt, dass Artikel zur Technik der Torpedos (Beispiel: Magnetzünder (Waffe)) hier nicht einzusortieren sind.

## D

### Deutschland
- G7 (Torpedo), deutsche Waffe im Zweiten Weltkrieg, mit Varianten wie dem Zaunkönig.
- Dackel (Torpedo), ein langsam laufender Torpedo mit hoher Ausdauer (bis zu 10 Stunden) zum Zweck des Kreisens in einem Zielgebiet. Deutsche Entwicklung auf G7e-Basis im Zweiten Weltkrieg.
- Bombentorpedo BT 400, deutsches Projekt ohne realen Einsatz aus dem Zweiten Weltkrieg.
- DM3A1, Variante des Torpedo Mark 37 aus US-Produktion für die Bundesmarine, Optimierungen für das Flachwasser von Nord- und Ostsee.
- DM2A4 Seehecht, aktuelles Torpedomodell der deutschen Marine, u. a. an Bord der U-Boot-Klasse 212 A.

## E

### Europäische Gemeinschaftsentwicklungen
- MU90-Torpedo, leichter U-Jagd-Torpedo von italienischen und französischen Entwicklern.

## F

### Frankreich
- DTCN L5, schwerer elektrisch angetriebener Torpedo aus den 1960er Jahren.
- DTCN L4, leichtere Variante des L5 für den Einsatz von Flugzeugen aus, erster französischer Entwurf nach englischen Maßeinheiten im Rahmen eines Standardisierungsprogramms der NATO.
- DTCN F17, Nachfolger des L5, bei dem das Problem der geringen Reichweite behoben wurde.

## G

### Großbritannien
- Mark VIII (Torpedo), ein 1925 entwickelter Standardtorpedo der Royal Navy im Zweiten Weltkrieg. Wurde noch im Falklandkrieg zur Versenkung der General Belgrano eingesetzt.
- Mk 24 Tigerfish, ein elektrisch angetriebener schwerer Torpedo aus den 1970er Jahren
- Spearfish (Torpedo), Nachfolger des Tigerfish, auf Hochgeschwindigkeit und Tieftauchfähigkeit hin entwickelt zum Angriff von schnellen tief tauchenden russischen U-Booten wie der Alfa-Klasse.
- Stingray (Torpedo), ein Torpedo geeignet zum Einsatz von Helikoptern und vom Seeaufklärer British Aerospace Nimrod aus.

## I

### Italien
- Motofides A 184, ein schwerer Torpedo, gleichermaßen zum Kampf gegen Überwasser- und Unterwasserziele sowie zum Einsatz von Überwasserschiffen wie auch U-Booten aus geeignet.
- Motofides A 244, Weiterentwicklung des A 184.

## J

### Japan
- Torpedo Typ 8, 1919 entwickelt, zum Teil im Zweiten Weltkrieg eingesetzt
- Torpedo Typ 92, elektrischer Torpedo, verwendet im Zweiten Weltkrieg.
- Torpedo Typ 93 Long Lance, ein schneller schwerer Torpedo im Kaliber 610 Millimeter zum Einsatz von Oberflächeneinheiten der Kaiserlich Japanischen Marine im Zweiten Weltkrieg.
- Torpedo Typ 95, verkleinerte Long Lance-Version im Kaliber 533 Millimeter zum Einsatz von japanischen U-Booten aus, Zweiter Weltkrieg.
- Torpedo Typ 80, Weiterentwicklung des Torpedo Mark 37, u. a. mit Drahtlenkung, Verwendung seit den 1980er Jahren.
- Torpedo Typ 89, moderner Schwergewichtstorpedo der japanischen U-Boote, grob äquivalent zu dem Torpedo Mark 48.
- Torpedo Typ 97, moderner U-Jagd-Torpedo (Leichtgewichtstorpedo)
- Torpedo Typ 12, moderner U-Jagd-Torpedo (Leichtgewichtstorpedo)
- Torpedo Typ 18, moderner Schwergewichtstorpedo der japanischen U-Boote, Ersatz des Typ 89

## K

### Republik Korea (Südkorea)
- K731 White Shark, Torpedo für U-Boote (Schwergewichtstorpedo)
- K745 Blue Shark, U-Jagd-Torpedo (Leichtgewichtstorpedo)

## R

### Russland / Sowjetunion
- Torpedo 53-39 Standardtorpedo sowjetischer U-Boote zu Beginn des Zweiten Weltkrieges
- Torpedo 53-39MP war eine weiterentwickelte Version aus dem Kalten Krieg des ungelenkten 53-39 und funktionierte als Flächen-Absuch-Torpedo.
- Torpedos ET-46 und ET-56, Kopien des deutschen G-7e Torpedos, die in den 1950er Jahren in der Sowjetunion entwickelt worden waren.
- Torpedo 53-57 war ungelenkter Torpedo zum Einsatz gegen Überwasserschiffe aus dem Kalten Krieg. Er war mit bis zu 51 Knoten Spitzengeschwindigkeit sehr schnell und konnte neben einem konventionellen Sprengkopf, auch einen nuklearen Gefechtskopf tragen.
- Torpedo 53-61 aus dem Kalten Krieg war eine Weiterentwicklung des 53-57 und konnte bereits mit eingebauten Sensoren Ziele selbstständig verfolgen.
- SET-40, ein leichter Torpedo zur U-Boot-Bekämpfung mit aktiver Zielsuche von 1962.
- Torpedo Typ 65, eine der Standardwaffen atomgetriebener U-Boote der sowjetischen Flotte, die auch noch in der russischen Marine verwendet wird. Es wird vermutet, dass ein solcher Torpedo mit Wasserstoffperoxid als Treibstoffkomponente durch Explosion den Untergang der Kursk verursacht hat.
- USET-80, ein schwerer Torpedo von zwei Tonnen Gewicht, der elektrisch angetrieben verhältnismäßig tief taucht und sowohl Sonar- als auch Kielwassersensoren zur Zielsuche (Über- wie Unterwasser) nutzt.
- UGST, ein Torpedo mit Wasserstrahlantrieb, der mit bis zu 50.000 Metern eine große Reichweite besitzt.
- Schkwal, ein moderner Torpedo, der dank Superkavitation mehrere hundert Kilometer pro Stunde schnell ist und mit einem Nukleargefechtskopf ausgestattet werden kann.

## S

### Schweden
- FFV Typ 61, schwerer Torpedo der primär für den Einsatz gegen Oberflächenziele von U-Booten, Schiffen und Küstenstellungen aus gedacht war.
- FFV Typ 42, leichter Torpedo für den Einsatz von Hubschraubern aus gegen U-Boote. Erster Torpedo, der noch in der Luft zu lenken war.

## V

### Vereinigte Staaten von Amerika
- Mark-18-Torpedo, elektrisch angetriebene Standardwaffe der U-Boote der United States Navy gegen Ende des Zweiten Weltkrieges.
- Mark 24 (FIDO), akustisch gesteuerter Torpedo zur U-Boot-Abwehr durch Flugzeug
- Mark-37-Torpedo, Standardtorpedo der U-Boote der US-Navy in den 1960er und 1970er Jahren, vielfach exportiert.
- Mark-45-ASTOR, Torpedo mit einem Durchmesser von 48,3 Zentimetern und der Option der Drahtlenkung, ausgestattet mit einem 11 Kilotonnen-Atomsprengkopf.
- Mark-46-Leichtgewichtstorpedo, Standardtorpedo der NATO für die U-Jagd von Schiffen, Helikoptern und Flugzeugen aus. Auch Gefechtskopf der ASROC und der Mine Mark 60 CAPTOR.
- Mark-48-Torpedo, schwerer Standardtorpedo der US-Unterseeboote seit der Einführung 1972. Exportiert nach Kanada, Australien und in die Niederlande.
- Mark-54-Torpedo, leichter Torpedo für die U-Boot-Abwehr von Schiffen, Helikoptern und Flugzeugen aus.